# 田中弥助

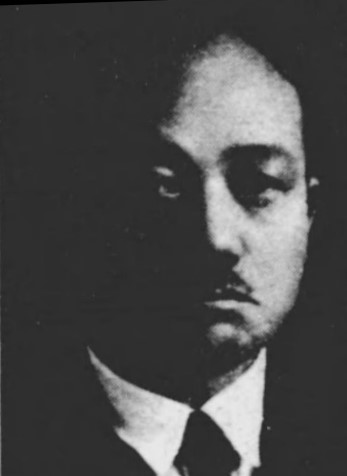
田中弥助

田中 弥助（たなか やすけ、1883年3月6日 - 1943年10月9日）は、日本の出版実業家、俳人、衆議院議員（民政党）。雅号は美穂（びすい）。

## 経歴
長野県上水内郡中御所村（現長野市）に生まれる。小学校卒業後は印刷所で徒弟として修業し、1903年に加除式の法規書を出版する合名会社「令省社」の設立に参加。1910年に長野新聞に入社し、1912年にはその支配人となる。1917年には令省社を改組改称して大日本法令出版を設立。1943年、同業の20余社を統合して東京に第一法規出版を設立。長男の田中重弥が社長を継ぎ、戦後いち早く「現行法規総覧」、「判例体系」などの書籍を刊行し、当分野で不動の地位を築いた。
一方、長野県会議員を2期務めた後、1936年の第19回衆議院議員総選挙に出馬して当選。また、長野商工会議所会頭、長野商工会連合会長等も歴任した。また長男の重弥も地盤を継いで長野県第1区から出馬し、世襲衆議院議員となった。
俳人として臼田亜浪の「石楠」や島田九万字の「山」に参加し、小林一茶百年祭や善光寺奉讃俳句大会などを開催した。句集に「山霊」「美穂句集」「続美穂句集」、編著「善光寺句集」などがある。